# Incendie d'Ålesund

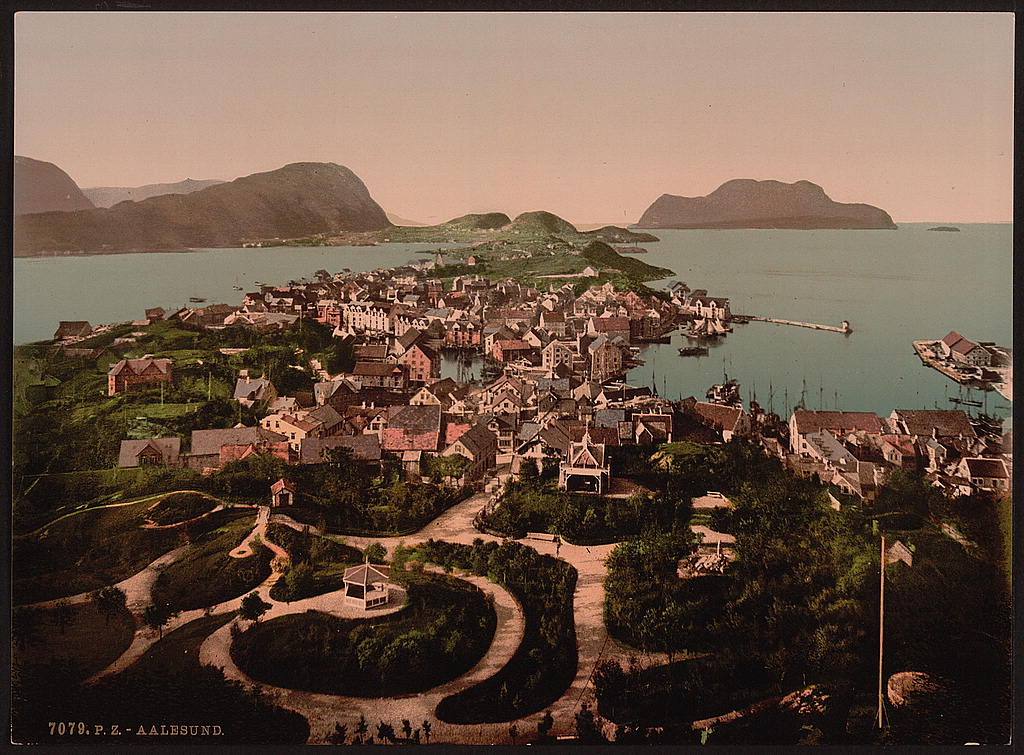
Ålesund en 1900 avant l'incendie. L'angle de vue est orienté d'est en ouest tel qu'on peut le voir de la montagne Aksla. L’Aspøya peut être observée au premier plan. Le chenal est démarqué par le port à droite. L'incendie se déclara sur l'île près des derniers bâtiments qu'on peut voir sur la gauche. Le vent d'ouest aurait poussé le feu vers la partie la plus densément construite derrière laquelle cette photo fut prise. La plupart des bâtiments qu'on peut ici observer n'existent plus de nos jours

L’incendie d'Ålesund (Norvège) se déclara le 23 janvier 1904. La quasi-totalité de la vieille ville construite en bois fut réduite en cendres.

## L'incendie
Le feu se déclara vers 2 heures du matin sur Aspøy, dans les locaux de l'Aalesund Preserving Co. au 39, Nedre Strandgate. L'incendie aurait été causé par une vache renversant une lampe.
Malgré tous les efforts de la population pour endiguer l'incendie, le vent poussa les flammes sur tout le bourg. Le feu s'est étendu jusqu'à l'ouest de l'actuel Brusdalhagen. 
La dernière maison brûlée se situait où se trouve l'actuel 37 Bordgundvegen. Au total, l'incendie détruisit près de 850 maisons, n'en laissant que 230 dans les zones périphériques. 

### L'alarme
Le samedi 23 janvier 1904 à 2:15, l'alarme fut sonnée. Peu après, de la tour de surveillance fut aperçu un feu dans la Strandgate. Presque instantanément une autre alarme sonna du côté de Kråsby. Deux équipes de pompiers furent dépêchées sur le champ.

### Les premières mesures
Bien que les équipes aient répondu rapidement à l'appel, le brasier continua à s'étendre autour des bâtiments de l'Aalesund Preserving Company. La météo était particulièrement défavorable, une tempête orientée au sud-est attisait les flammes. Quand les pompiers arrivèrent dans la Strandgate, une épaisse fumée, ainsi que des cendres, rendirent leur progression difficile.
Lorsqu'ils arrivèrent enfin sur les lieux, les locaux de l'entreprise, ainsi que les bâtiments voisins, étaient déjà embrasés. Malgré tous leurs efforts, les pompiers ne réussirent pas à ralentir l'incendie qui continua à s'étendre.

### L'extension de l'incendie
Au même moment, des braises transportées par le fort vent allumèrent d'autres maisons du côté nord de la Strandgate. Une autre pompe fut acheminée, mais les besoins en eau étaient tellement importants que la pression était insuffisante pour lutter efficacement contre le feu qui continua sa route en direction de l'Aspøgate.
Un bateau de lutte contre les incendies fut appelé en renfort au bout de la rue, et le quartier dut être évacué.

### Le front de laPrestegate
Plusieurs tentatives furent lancées pour stopper le feu en détruisant les bâtiments dans la Prestegate. Rapidement, une autre alarme fut sonnée sur la Place Rasmussen dans la Kykjegate où d'autres incendies s'étaient déclarés dans l'école de latin et deux autres immeubles. Le feu de la Strandgate de son côté, ne pouvant plus être contenu, le bateau fut utilisé pour tenter d'endiguer les flammes dans la Langeberggate. 

### Le front de laLangeberggate
Pendant ce temps, d'autres incendies se déclarèrent à travers la ville, dans la Tellesbøegård et la Langeberggate. Les immeubles alentour de la Prestegate furent quant à eux abandonnés. Le chef de brigade préféra concentrer les efforts pour endiguer le front à Murgård. Grâce aux efforts combinés des engins et du bateau anti-incendie, le feu fut éteint sur la Place Rasmussen. Mais le fort vent continua à disperser des braises l'autre côté de la Prestegate. La chaleur étant devenue insupportable, les pompiers n'avaient plus d'autre choix que de se retirer.
Rapidement la Rønneberg & Sønners pakhus dans la Notenesgate qui se trouve à 500m de l'autre côté du Brosund (le chenal qui traverse la ville) prit flamme. Le feu se remit à brûler à Tellesbøegård, à l'école de latin, dans l'Øvregate ainsi qu'à Murgård. Le front de la Prestegate dut être abandonné et le bateau fut réorienté vers un autre point. 
Au même moment, un autre incendie se déclara à l'H.W. Friis’s sjøpakhus dans le quartier de Verpingsvik, à 1,5 km de distance.

### Le front de laHellegate
Malgré l'arrivée de renforts, le feu continua à s'étendre rapidement. Les secours prirent du retard, les gens étant soucieux de s'assurer de la sécurité de leurs proches avant de rejoindre les troupes. Certains quittèrent le front pour aller évacuer leurs parents. L'incendie continua à s'étendre, et la lutte devint de plus en plus difficile.
Une nouvelle tentative pour créer un autre front dans la Hellegate fut lancée. Le bateau fut dirigé vers l'Apotekerbrygg et les efforts furent concentrés à cet endroit. Mais avant même que leur travail n'apporte ses fruits, les toits des maisons de la Hellegate prirent feu. 
Par ailleurs, les équipes envoyées aux entrepôts Rønneberg n'arrivèrent pas à étreindre l'incendie. Il devenait alors clair que le quartier était perdu. Il fut alors décidé de retenir le feu au niveau du Brosund (le chenal qui traverse la ville) en concentrant les efforts sur les entrepôts Rønneberg.

### Le front duBrosund
Le vent qui soufflait initialement du sud-ouest tourna à l'est puis au nord-ouest, dispersant ainsi des braises dans toute la ville.
Le feu devint alors totalement incontrôlable, il ne restait plus qu'à évacuer le reste de la ville.

## L'évacuation
L'incendie commença tard dans la nuit et s'étendit rapidement. Les 10 000 habitants furent évacués à la hâte par une froide nuit de janvier. Quelques-uns réussirent à partir en bateau. Les personnes âgées, les malades et les blessés furent évacués de la ville en voiture ou en charrette, mais la plupart des gens durent partir à pied en prenant le peu qu'il leur restait avec eux. Les uns par le sud en direction de Nørve et Volsdalen, les autres prirent la route du côté nord d'Aksla qui menait aussi à Volsdalen. 
Le gouverneur régional Alexander Kielland relata que plus de 200 personnes passèrent la nuit dans l'église de Borgund.
Malgré l'ampleur de l'incendie, seule une personne fut portée disparue. Il s'agissait d'une dame âgée qui était retournée chez elle pour prendre son porte-monnaie.

## La reconstruction
De l'aide fut apportée à la ville d'un peu partout en Norvège, mais aussi de l'extérieur. L'empereur allemand Guillaume II, qui prenait régulièrement ses vacances dans la région, fut attristé par le sort de la population, il fut l'un des principaux donateurs de la reconstruction. Son premier télégramme fut reçu alors même que le feu continuait à brûler. Guillaume II y fit envoyer quatre navires chargés de matériel et d'artisans et de médecins. 
La ville fut reconstruite dans le style en vogue l'époque : l'Art nouveau (Jugendstil) et principalement en briques et pierres. Des historiens considèrent que l'incendie fut, en fin de compte, « positif » du point de vue du développement d'Ålesund. L'ancien centre-ville était en effet inadapté car constitué de vieux bâtiments de bois en état de délabrement, vétustes et surpeuplés.